# John F. Kennedy
 "JFK" omdirigeres hertil. For andre betydninger af JFK, se JFK (flertydig).
John Fitzgerald Kennedy (født 29. maj 1917 i Brookline, Massachusetts, død 22. november 1963 i Dallas, Texas), ofte blot omtalt som JFK eller "Jack Kennedy", var fra 1961 til 1963 USA's 35. præsident. John F P.. Kennedy var søn af forretningsmanden og politikeren Joseph P. Kennedy, Sr. Kennedy havde en ældre bror, Joseph Jr. og syv yngre søskende: Rosemary, Kathleen ("Kick"), Eunice, Patricia, Robert ("Bobby"), Jean og Edward M. Kennedy.
Kennedy blev valgt til den amerikanske Kongres (Repræsentanternes Hus) i 1946, samme år som Richard Nixon og sad i Repræsentanternes Hus i perioden frem til 1953. I 1952 blev han valgt til Senatet. I 1954 forsøgte Kennedy uden held at blive opstillet som vicepræsident, men han tabte en kampafstemning på det demokratiske konvent til senator Estes Kafauver fra Tennessee. Kennedy blev genvalgt til Senatet i 1958, og i 1960 blev han opstillet som demokraternes præsidentkandidat.
Ved det amerikanske præsidentvalg i 1960 vandt han over Eisenhowers vicepræsident Richard Nixon, i en meget tæt valgkamp, hvor Kennedy opnåede 49,7 % af stemmerne mod Nixons 49,5%. Grundet det amerikanske valgsystem opnåede Kennedy imidlertid 303 valgmænd mod Nixons 219, og Kennedy kunne således blive valgt som præsident, selvom 14 demokratiske valgmænd nægtede at støtte Kennedy på grund af hans støtte til Borgerrettighedsbevægelsen. Kennedy var den hidtil yngste, der var blevet valgt til præsident (om end Theodore Roosevelt var nogle måneder yngre, da han blev præsident ved William McKinleys død), og han var den første romersk-katolske præsident.
John F. Kennedy blev valgt på et program om fornyelse i amerikansk politik. Kennedy blev præsident under Den kolde krig, og hans embedsperiode var præget af en række internationale konflikter og konfrontationer, herunder Cubakrisen og opførelsen af Berlinmuren. Kennedy gav ordre til invasionen i Svinebugten og intensiverede det amerikanske engagement i Vietnamkrigen. Han intensiverede desuden rumkapløbet ved offentligt at sætte det mål at sætte en mand på månen og få ham sikkert tilbage igen, inden tiåret var omme. Sideløbende med intensiveringen af USA's krigsindsats i Vietnam støttede Kennedy aktivt etableringen af Fredskorpset (The Peace Corps), en organisation, hvor unge mennesker gennem arbejde i udlandet kan yde bistand til udviklingslande.
I sin stab havde Kennedy en skribent med danske aner Ted Sorensen, der lagde pen til mange af Kennedys nu berømte taler.
Blandt andet Kennedys modstand mod de amerikanske sydstaters raceadskillelsespolitik og på visse områder liberale politik medførte stærk modstand mod Kennedy i dele af den amerikanske befolkning.
John F. Kennedy blev også kendt for sin tale "Ich bin ein Berliner" fra 1963. Efter attentatet på Kennedy blev vicepræsident Lyndon B. Johnson taget i ed som den 36. præsident.
Kennedy fremstod i medierne som ungdommelig, solbrændt og udgjorde sammen med sin kone "det perfekte par". I virkeligheden var han alvorligt syg af Addisons sygdom og led efter en kollision under Stillehavskrigen af alvorlige rygproblemer, som var meget smertefulde.

## Kennedys opvækst og tidlige ungdom
Kennedy blev født 29. maj 1917 i Brookline, Massachusetts som søn af Rose Fitzgerald Kennedy og Joseph P. Kennedy Sr.. Han var det andet barn i en søskendeflok, der med tiden skulle vokse til hele ni børn. Kennedy-familien begyndte deres opstigning i det amerikanske samfund, da Patrick Kennedy som tusindvis af andre irere emigrerede til det nye land i 1848.
Kennedy-familiens base og udgangspunkt er New England og i særdeleshed staten Massachusetts. En stat hvorfra det yngste medlem af søskendeflokken, Edward Kennedy, sad som medlem af Senatet indtil sin død i 2009.
Begge JFK’s bedstefædre var kendte skikkelser i partiet i Boston. Bedst kendt var morfaderen kaldet Honey Fitz, der som en meget farverig skikkelse kom til at præge den lokale politiske arena i Boston.
Det var imidlertid faderen Joseph P. Kennedy Sr., der for alvor bragte familien helt frem blandt de fineste familier i New England. I en alder af kun 25 år havde Joseph i 1913 opnået kontrol med en af bankerne i det østlige Boston. Derfra gik det stærkt. Via investeringer i jord og ejendomme, på børsen og i filmindustrien byggede fader Joseph et imperium af økonomisk rigdom og magt, der i forsigtige estimater er blevet anslået til ca. en kvart milliard dollars. Formentlig via sin store kyndighed og erfaring slap faderen udenom det store krak på Wall Street i 1929 uden egentlige skrammer.
I september 1931 påbegyndte Kennedy et studium ved Choate, en prestigefyldt skole i Wallingford i Connecticut, med klassetrinene 9 - 12.
I de år hvor Kennedy studerede ved Choate, havde han helbredsproblemer, som kulminerede, da han blev hasteindlagt på Yale New Haven Hospital i 1934. Der var ifølge lægerne symptomer på leukæmi. I juni 1934 blev han overført til en privatklinik i Rochester (Minnesota), hvor han fik stillet diagnosen colitis. Kennedy blev dog rask nok til at tage sin afgangseksamen ved Choate i juni 1935. Han var på rejse til London sammen med sin søster Kathleen efter aflagt eksamen, og han udtrykte ønske om at studere økonomi der, men måtte vende hjem på grund af helbredsproblemer, som viste sig at skyldes Addisons sygdom. Han forsøgte herefter at studere ved Princeton University, men måtte opgive efter to måneder på grund af sygdommen. Han var i pleje i forældrenes hjem og blev så restitueret, at han i foråret 1936 kunne arbejde på en ranch i Arizona sammen med sin ældste bror Joe.
På trods af sine helbredsproblemer var Kennedy aktiv i en række sportsgrene, herunder tennis, golf og sejlsport. Blandt andet vandt han i 1936 Nantucket Sound Star Championship i starbåd. Samme år startede han på Harvard University, hvorfra han dimitterede i 1940 med laud i international politik. Under 2. verdenskrig gjorde han tjeneste i den amerikanske flåde og deltog i Stillehavskrigen. Efter en kollision med en japansk båd fik han alvorlige rygproblemer, som var meget smertefulde.
Efter ulykken blev Kennedy indlagt på Chelsea Naval Hospital i Chelsea i Massachusetts fra maj til december 1944. Den 12 juni 1945 fik han en Navy and Marine Corps Medal for heroisk indsats i slaget 1–2. august 1943, og the Purple Heart Medal for situationen, der førte til hans rygskade, som fører af båden PT-109.

## Politisk karriere

### Medlem af kongressen 1947-1960
Kennedys far Joe havde ambitioner om en politisk karriere for sine sønner og hans store drøm var, at den ældste søn med hans hjælp ville blive præsident i USA. Men Joe blev dræbt i krigen i 1944, så det blev Jack, der skulle realisere drømmen. Kennedys far overtalte James Michael Curley til at træde tilbage fra sin plads i kongressen (Repræsentanternes Hus i et distrikt i Massachusetts, som var en sikker demokratisk valgkreds. Til gengæld støttede Kennedy Curley som borgmesterkandidat i Boston i 1946. Denne byttehandel lykkedes og John F. Kennedy blev valgt med faderen som finansiel støtte og leder af kampagnen under sloganet "THE NEW GENERATION OFFERS A LEADER", Hans far jokede med, at med den kreds, "og de penge, jeg brugte, kunne min chauffør være blevet valgt."
Han blev valgt samme år som Richard Nixon og sad i Repræsentanternes Hus i perioden frem til 1953.
Han sad i Repræsentanternes hus i seks år, hvor han på trods af republikansk flertal fik indflydelse på arbejdet i de indflydelsesrige udvalg Education and Labor Committee og Veterans' Affairs Committee. Han arbejdede også koncentreret i arbejdet med international politik, hvor han støttede Trumandoktrinen.
Ved valget i 1952 blev han valgt til Senatet. Han vandt over den republikanske kandidat, Henry Cabot Lodge Jr., som havde siddet i senatet i tre perioder, med sloganet "KENNEDY WILL DO MORE FOR MASSACHUSETTS". Joseph Kennedy havde også i dette tilfælde finansieret sin søns kandidatur og indsat John Kennedys lillebror Robert F. Kennedy som leder af kampagnen. Deres moder og søstre afholdt en række teselskaber, som med succes fik kvinder til at stemme på Kennedy ved valget. Ved præsidentvalget opnåede republikanernes kandidat Dwight D. Eisenhower sejren i Massachusetts med en margin på 208,000 stemmer, men Kennedy slog Lodge med 70,000 stemmer i kampen om en plads i senatet. Året efter indgik han ægteskab med Jacqueline Bouvier. Hans fader havde den opfattelse, at en ungkarl ikke kunne opnå præsidentposten, og han var meget tilfreds med Jackie, som kunne blive en afgørende faktor i valgkampen. I 1956 forsøgte Kennedy uden held at blive opstillet som vicepræsidentkandidat, idet han holdt talen til fordel for Adlai Stevensons kandidatur som præsidentkandidat, men tabte en kampafstemning på det demokratiske konvent til senator Estes Kafauver fra Tennessee.
Kennedy blev genvalgt til Senatet i 1958, og allerede kort tid efter begyndte han at rejse rundt i USA med henblik på at blive nomineret til præsidentvalget i 1960. Trods modstand fra fremtrædende demokrater, blandt andre Harry S. Truman, der mente, at han var for uerfaren, lykkedes det ham på partikonventet ar blive nomineret som demokraternes præsidentkandidat.
 Medvirkende til Kennedys nominering var hans tilbud til en af konkurrenterne, Lyndon B. Johnson, om at opstille som hans vicepræsidentkandidat. 

### Præsidentvalget 1960
På konventet kvitterede Kennedy for nomineringen med sin ofte omtalte "New Frontier"-tale, hvor han blandt andet sagde,--"den nye grænse, jeg taler om, er ikke en mængde løfter - det er en mængde udfordringer. Den opsummerer ikke, hvad jeg påtænker at love det amerikanske folk, men hvad jeg har intentioner om at bede det om."
Republikanerne nominerede den siddende vicepræsident Richard Nixon, som i august havde en føring på 6 procentpoints i meningsmålingerne. Kennedys hovepunkter var at genskabe den økonomiske vækst efter en periode med stagnation, den cubanske revolution og spørgsmålet om, hvorvidt Sovjetunionen havde opnået et forspring i våbenkapløbet. Nixons kampagne fremhævede dens kandidats politiske erfaring og antydede, at Kennedy som katolik ikke ville være upartisk. Hertil svarede Kennedy i en tale den 12. september 1960: "Jeg er ikke katolikkernes præsidentkandidat. Jeg er det demokratiske partis kandidat, og tilfældigvis samtidig katolik. Jeg er ikke min kirkes fortaler i offentlige anliggender, og kirken er ikke fortaler for mig."
I september og oktober havde amerikanske tv-stationer de første direkte udsendelser i historien med en debat mellem præsidentkandidaterne. Mens Nixon optrådte svedende og virkede nervøs og utilpas, optrådte Kennedy med selvsikkerhed og virkede solbrændt (blandt andet takket være makeup), smilende og imødekommende. TV seerne udtrykte i en meningsmåling, at Kennedy havde vundet debatterne, mens radiolytterne var mere i tvivl. Disse debatter anses nu for at være milepæle i amerikansk politisk historie som indledningen på en æra, hvor TV spillede en afgørende rolle i politik.
Kennedys valgkamp tog en afgørende vending efter tv-debatterne, og på valgdagen vandt Kennedy over Nixon med en af de mindste marginaler i USA's valghistorie, med 49.7% mod 49.5%. I valgmandskollegiet fik han 303 stemmer mod Nixons 219.

### Præsident 1961 - 1963
John F. Kennedy blev taget i ed som USA's 35. præsident at den 20. januar 1961. I indsættelsestalen appellerede han til alle borgere om at tage aktivt del i det offentlige liv, blandt andet med den måske mest berømte og citerede sætning: "Spørg ikke, hvad dit land kan gøre for dig. Spørg, hvad du kan gøre for dit land. (Ask not what your country can do for you. Ask what you can do for your country.)" Herefter appellerede kan til alle "frie nationer" om sammen at bekæmpe "tyranni, fattigdom, sult, sygdom og krig".

#### Administration
Kennedy ændrede straks efter sin tiltræden den hierarkiske struktur i administrationen i Det hvide hus. Han fokuserede på at skabe en hurtig og smidig sagsbehandling, hvor alle dele af organisationen refererede direkte til præsidenten. Selv beskrev han denne organisationsform som "et hjul". Dette skulle skabe en smidig beslutningsproces, hvor fokus var: "Hvad kan vi opnå i dag", mens de overordnede "ideologiske" spørgsmål blev drøftet i en snæver kreds med Robert Kennedy som nærmeste rådgiver. I løbet af sommeren 1962 fik Kennedy installeret et hemmeligt optagelsessystem i Det hvide hus. Det er omdiskuteret, hvorvidt dette skyldtes mistillid til nogle samarbejdspartnere eller var sat op af hensyn til hans biografi, som var planlagt til at udkomme efter hans fratræden. Disse båndoptagelser indeholder blandt andet lange passager med forhandlingerne i forbindelse med Cubakrisen.

#### Udenrigspolitik
Kennedy ønskede at flytte det udenrigspolitiske fokus fra delingen af Europa til den tredje verden, fordi han mente, at befolkningerne i den tredje verden var i fare for at foretrække kommunismen frem for det kapitalistiske demokrati. Derfor støttede Kennedy-administrationen regimer, der blev anset for at være allierede i kampen mod kommunismen, ligesom den styrkede militæret og CIA. Han oprettede derfor i marts 1961 et "fredskorps" (:en:Peace Corps), et af regeringen formelt uafhængigt organ, som skulle yde økonomisk og social bistand. De frivillige deltagere skulle være amerikanske statsborgere og havde typisk en afgangseksamen fra et college. De frivillige arbejdede typisk i to år i et af de fattige lande i Latinamerika.
Kennedys første væsentlige beslutning blev en international pinlig affære for ham og hans administration. Invasionen i Svinebugten var et amerikansk planlagt og finansieret invasionsforsøg på med bevæbnede eksilcubanere i det sydvestlige Cuba at vælte Fidel Castro-regeringen i 1961. USA's tidligere præsident Dwight D. Eisenhower havde givet projektet sin principielle godkendelse den 17. marts 1960. Kennedy "arvede" således et problem, han ikke var tryg ved. Den cubanske kontraspionage, hvis agenter havde infiltreret alle kontrarevolutionære grupper af betydning, fungerede perfekt. Invasionsforsøget mislykkedes og markerede et antiklimaks for anti-cubanske aktioner foretaget af USA. Kennedy var mest optaget af de politiske konsekvenser, og han mistede tilliden til efterretningstjenesten og de militære chefer. Nogle få betroede rådgivere med broderen Robert i spidsen blev herefter hans væsentligste medarbejdere i udenrigspolitiske spørgsmål. Udadtil tog han det fulde ansvar for forløbet og udpegede sin bror, Robert, som formand for en komité, der skulle undersøge årsagerne til denne fiasko.
Kennedys udenrigspolitik var allerede inden Svinebugtaffæren stærkt præget af den kolde krig og konfrontationerne med Sovjetunionen. Den var baseret på doktrinen om fleksibelt gensvar, en militær strategi, formuleret i 1950 af Paul Nitze. Strategien forudsatte, at USA skulle reagere på en sovjetisk aggression, uanset hvor i verden, den fandt sted, uden at optrappe konflikten, men også uden at trække sig ud af den, før den var løst. Nikita Khrushchev havde i en tale til det sovjetiske folk "rutinemæssigt" kritiseret USA af indenrigspolitiske årsager, hvilket Kennedy opfattede som en personlig udfordring. Denne fejltagelse var baggrund for et anspændt forhold mellem supermagterne. . Et topmøde i Wien den 4. juni 1961 forbedrede ikke forholdet mellem parterne, og Kennedy fik det indtryk, at USA måtte forberede sig på en optrapning af atomkapløbet.
I august 1961 påbegyndte DDR opførelsen af Berlinmuren, hvilket yderligere overbeviste Kennedy om, at Østblokken var en aggressiv kraft. Kennedy protesterede kraftigt uden held, men først den 26. juni 1963 tog han til Vestberlin, hvor han holdt en tale for 120.000 tilhørere på pladsen foran rådhuset. Hans replik "Ich bin ein Berliner" er måske hans mest kendte citat. Fem måneder senere blev han skudt og dræbt. Pladsen, hvor han holdt sin tale i Berlin, blev omdøbt til John-F.-Kennedy-Platz.

#### Sydøstasien
Kennedy havde i kongressen støttet Trumans politik i Koreakrigen og som senator havde han i 1956 advokeret for et stærkere amerikansk engagement i Vietnam. Som præsident videreførte han Eisenhowers politik, hvor amerikanske militære rådgivere medvirkede til at uddanne den sydvietnamesiske hær og forberede denne på krig.
I slutningen af 1961 besatte Viet Cong nogle vigtige provinser i Sydvietnam. Kennedy reagerede ved at udvide antallet af militære rådgivere fra 11,000 i begyndelsen af 1962 til 16,000 i efteråret 1963, men han var ikke indstillet på at indsætte egentlige tropper. Han gav udtryk for, at en sådan indsats ville kunne opfattes som en ny kolonisering af området, hvis befolkning stadig udtrykte stolthed over at have ført befrielseskrig mod Frankrig. Den 8. marts 1965 besluttede hans efterfølger, Lyndon B. Johnson at indsætte egentlige kamptropper i Vietnam, og i 1968 kæmpede 536.000 amerikanske soldater i Vietnamkrigen.

#### Cubakrisen
Cubakrisen opstod, da Sovjetunionen installerede mellemdistanceraketter i Cuba. I juli 1962 sejlede seks skibe fra Sovjetunionen med kurs mod Cuba. Om bord på nogle af disse skibe befandt sig militært materiel. Selvom USA havde efterretninger, der pegede i retning af, hvad Sovjetunionen havde planer om, fik skibene i første omgang lov at sejle uhindret til Cuba. Kennedy forventede ikke, at Sovjetunionen ville skride til en egentlig krigshandling, og den amerikanske administration var af sovjetiske diplomater blevet forsikret om, at der ikke befandt sig sovjetiske missiler på Cuba, og at Sovjetunionen ikke havde nogen planer om at opstille sådanne.
De russiske missilinstallationer blev opdaget den 14. oktober, da et amerikansk U-2 fly fotograferede en SS-4 installation i nærheden af San Cristobal. Billederne blev forelagt John F. Kennedy den 16. oktober. Billederne påviste, at missilerne på Cuba ville være i stand til at nå mål på en afstand af 2.000 km på bare 20 minutter. Kennedy nedsatte en task force, som skulle følge situationen tæt. Efter 13 dage, hvor der internationalt opstod en stor frygt for en atomkrig, forelagde Kennedy et kompromis, som reelt var et ultimatum. I samtiden blev en del af dette kompromis hemmeligholdt. Gennem en kontakt til russiske diplomater lovede Kennedy, formidlet af broderen Robert, at USA ville fjerne sine missiler fra Tyrkiet. Dette førte til, at Sovjetunionen opgav opstillingen af missilerne.
Trods den manglende gensidige tillid mellem parterne, opgav Kennedy ikke at opnå en nedrustningsaftale. W. Averell Harriman blev sendt til Moskva for at forhandle en traktat med Sovjetunionen. Det blev hurtigt klart, at der ikke kunne blive enighed om en bred aftale, men en mindre omfattende aftale om begrænsning af prøvesprængninger blev indgået og ratificeret af Kennedy i oktober 1963.

#### Indenrigspolitik
Kennedy brugte betegnelsen "New Frontier" om sin indenrigspolitik. Den omfattede ambitiøse programmer for uddannelse, tilskud til pensionister, økonomisk støtte til udkantsområder og en ekspansiv finanspolitik for at modvirke recessionen. Han lovede ligeledes i flere taler at gøre op med racediskrimination. Dette skabte en stor modstand mod hans administration i en række sydstater, hvor hvide og sorte amerikanere var påbudt adskillelse i offentlige bygninger og busser.
I foråret 1963 lovede han en skattereform, især med vægt på at reducere topskatten fra 90% til 70%. Kongressen vedtog dog først dette forslag efter hans død.

##### Økonomisk politik
Da Kennedy blev indsat som præsident, havde der været en recession i amerikansk økonomi i tre år i træk. Under Kennedys periode som præsident vendte billedet totalt. BNP steg med 5.5% fra januar 1961 til efteråret 1963.. Alligevel var inflationen stabil med ca. 1% årligt og beskæftigelsen steg. Den industrielle produktion steg med 15% og bilindustriens salgstal med 40%. Store investeringer i militær teknologi og rumforskningsprogrammer bidrog yderligere til væksten.
Samtidig førte Robert Kennedy en kampagne mod og rejste retssager om monopoldannelser, hvilket især førte til prisfald i stålindustrien. Kennedyadministrationens økonomiske politik var starten på et boom, som varede indtil 1969.

##### Borgerrettighedsbevægelsen
Kennedy havde under sin valgkamp i 1960 støttet kampen for lige rettigheder for alle borgere. Blandt andet hjalp han Martin Luther King Jr., som var blevet fængslet for at overtræde reglerne for raceadskillelse i Georgia. Guvernøren Ernest Vandiver løslod King efter en opringning fra Robert Kennedy. Denne sag fremmede i høj grad støtten til JFK fra afroamerikanerne. Kennedy havde lovet at fremsætte en ny lovgivning om borgerrettigheder, men udskød dette i foråret 1961. Historikeren Carl M. Brauer har vurderet, at en sådan lovgivning ikke kunne opnå flertal i kongressen, hvis Sydstatsdemokraterne stemte nej sammen med republikanerne. Kennedy viste sin velvilje overfor racelighed ved at ansætte mange sorte i sin administration, blandt disse Thurgood Marshall.
Kennedy var i starten af sin præsidentperiode optaget af andre især internationale spørgsmål, og ifølge hans bror Robert gjorde hans rådgivere, hvad de kunne for at holde præsidenten ude af "borgerrettighedskaoset". Luther King og hans tilhængere anså JFK for "lunken" i racespørgsmålet.
Den 6. marts 1961 reagerede Kennedy med at underskrive et dekret (en:Executive Order 10925), som pålagde lokale myndigheder at sikre, at der var fri adgang til arbejdsmarkedet for alle, uanset race, nationale oprindelse eller religion.
I september 1962 indskrev James Meredith sig på University of Mississippi, men blev forhindret i at få adgang til universitets bygninger. Robert Kennedy besluttede efter at have fået grønt lys fra sin bror at sætte føderale tropper ind, som skulle skaffe den studerende adgang. Efterfølgende opstod der optøjer, hvor blandt andre tilhængere af Ku Klux Klan forsøgte at hindre indskrivningen, som førte til 2 dræbte og næsten 300 sårede. Den 20. november 1962 underskrev Kennedy som reaktion på optøjerne en forordning, som forbød racediskrimination i alle offentlige bygninger og hertil knyttede faciliteter.
Kennedy havde i et brev lovet Luther King at holde fuld opmærksomhed på ligestillingsspørgsmålet, og den 11. juni 1963 greb han ind, da Alabamas guvernør George Wallace blokerede indgangen til University of Alabama for at forhindre to farvede studenter, Vivian Malone og James Hood i at påbegynde deres studier. Wallace trak sig tilbage, da nationalgarden rykkede frem mod indgangen. Samme aften holdt Kennedy en tale på landsdækkende TV, hvor han understregede, at hans regering ville sikre borgerrettighederne for alle. Reaktionen fra Sydstatsdemokraterne kom dagen efter, da de tilsluttede sig republikanerne og nedstemte lovforslag, der skulle sikre minoriteter mod fattigdom. Da Arthur M. Schlesinger Jr. roste Kennedy for hans tale, svarede denne "ja, og se hvad der skete med mine forbedringsforslag allerede dagen efter i repræsentanternes hus." Derefter holdt han en pause og tilføjede "Men naturligvis var jeg nødt til at holde den tale, og jeg er glad for, at jeg gjorde det."
For at dæmpe modviljen mod sin ligestillingspolitik besluttede Kennedy i oktober 1963 at rejse til sydstaterne som optakt til nomineringen af kandidater til det kommende præsidentvalg. I løbet af to dage skulle Kennedy og Johnson besøge fem større byer, blandt andre Dallas. Her skulle de køre i bilkortege gennem byen. Bilkortegens rute blev trykt i Dallas-aviserne den 19. november, mens et detaljeret kort over ruten blev vist den 21. november 1963.

## Attentatet på John F. Kennedy
Præsidentens kortege blev 22. november 1963 beskudt kl. 12.30 i Dallas, Texas (lokal tid), da kortegen var ved at afslutte turen gennem Dallas på vej mod en tale på Dallas Trade market. Foruden præsidenten blev Texas' guvernør John Connally ramt af riffelkuglerne. Efter skudepisoden hastede præsidentens bil mod Parkland Hospital, hvor man forgæves kæmpede for præsidentens liv. Kennedy modtog sygesalvelsens sakramente ("den sidste olie"; dette forudsætter ikke at modtageren er ved bevidsthed) og blev erklæret død 30 minutter efter attentatet.
I forbindelse med attentatet tilbageholdt politiet Lee Harvey Oswald, som mentes at have affyret skuddene. Men inden denne kunne stilles for en domstol, blev han skudt og dræbt af natklubejeren Jack Ruby. Warrenkommissionen konkluderede, at de skader, Kennedy og Connaly havde pådraget sig, skyldtes kugler affyret af Oswald. En senere kommissionsundersøgelse foretaget af (HSCA) støttede denne konklusion, men tilføjede, at det var sandsynligt, at en gerningsmand mere var involveret og havde affyret et fjerde skud. Det var derfor muligt, at Kennedy var offer for en sammensværgelse. Attentatet har siden været genstand for utallige spekulationer og undersøgelser, ikke mindst pga. omstændighederne ved selve attentatet og drabet på Lee Harwey Oswald, som bl.a. er filmatiseret i den amerikanske film fra 1991, JFK, med Kevin Costner i hovedrollen.

## Privatliv
I perioden som medlem af Repræsentanternes Hus mødte Kennedy Jacqueline Bouvier, som han giftede sig med 1953. Jacqueline Bouvier tog navnet Jacqueline Kennedy. Parret, og særlig Jacqueline, blev kendt i ugepressen som trendsættere inden for mode og moderne stil, hvilket var med til at skabe og vedligeholde John F. Kennedys image som en fornyer inden for politik.
Der verserer vedvarende rygter om et større forbrug af elskerinder under tiden i Det Hvide Hus, herunder bl.a. affærer med Marilyn Monroe.
Flere af forholdene pådrog sig myndighedernes interesse.
Kennedy havde i 1942 et forhold til den danske journalist Inga Arvad.
Hun var overvåget af FBI, da hun havde forbindelser til Nazityskland.

## Søskende
Søskende:
- Joseph Patrick Kennedy jr. (1915–1944).
- Rosemary Kennedy (1918-2005).
- Kathleen Agnes Kennedy Cavendish (1920–1948).
- Eunice Mary Kennedy Shriver (1921-2009).
- Patricia Kennedy Lawford (1924-2006).
- Robert Francis Kennedy (1925–1968).
- Jean Anne Kennedy Smith (født 1928).
- Edward Moore Kennedy (1932–2009)